# Cochilius
Cochilius es un género extinto de notoungulados, del suborden Typotheria. Vivió entre el Oligoceno superior y el Mioceno inferior (entre 25 - 18 millones de años antes del presente) en Sudamérica.

## Descripción
Este animal debe haberse parecido vagamente a una marmota; tenía la apariencia de un roedor de tierra de pequeño tamaño. Pesaba alrededor de 2 kg. El cráneo (hasta 10 centímetros de largo) y el esqueleto tienen características que también se encuentran en otros animales contemporáneos similares o ligeramente posteriores, como Interatherium y Protypotherium. En las proporciones generales del cráneo (grande y bajo), Cochilius recordaba a Interatherium, pero en algunas características se acercaba a Protypotherium, por ejemplo en el gran desarrollo del hocico y en la posición media de las órbitas. El seno epitimpánico era ligeramente esponjoso. Las patas delanteras se parecían a las de Interatherium, y eran más delicadas que las de Protypotherium. Los huesos metacarpianos eran más largos y delgados que los de Interatherium. Los incisivos eran cortos y robustos, mientras que los molares tenían una corona baja (braquidonte).

## Classificación
El género Cochilius fue descrito por primera vez en 1902 por Florentino Ameghino, sobre la base de restos fósiles encontrados en suelos del Mioceno inferior en la Patagonia (Argentina). La especie tipo es Cochilius volvens, pero Ameghino describió otras especies (C. columnifer, C. pendens) que provienen del Mioceno inferior de Patagonia. Más tarde, George Gaylord Simpson describió la especie C. fumensis del Cerro del Humo (provincia de Chubut, Argentina) de edad mamífero Mustersense.